# Arraquió de Figala
Arraquió de Figala (en grec antic: Αρριχίων ο Φιγαλεύς) (Figàlia, segle vi aC - Olímpia, 564 aC) fou un pancratista arcadi, que va obtenir victòries als 52, 53 i 54 Jocs Olímpics de l'antiguitat. A la darrera fou mort pel seu rival, tot i així fou pujat al pòdium i coronat quan ja era mort. Filòstrat l'esmenta com Arriquió i l'Africà com Ariquió. Fou descrit com «el pancratista més famós de tots».

## Trajectòria

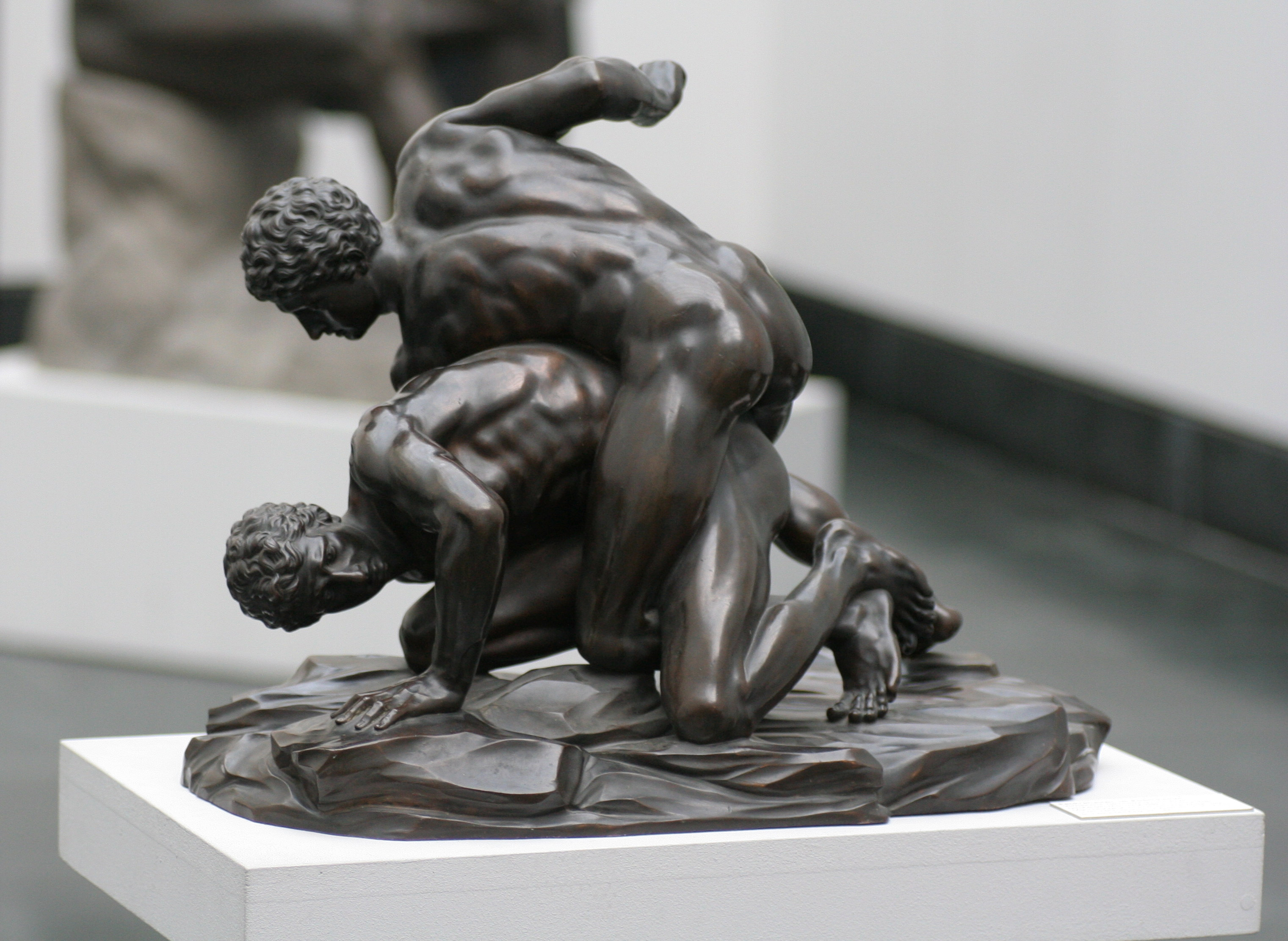
Pancratistes a l'Antiga Grècia

Fou el vencedor del torneig de pancraci, una art marcial que barreja boxa i lluita lliure, a la 52a i la 53a Olimpíada (572 aC i 568 aC, respectivament). La seva lluita mortal fou descrita pel geògraf Pausànias i per Filòstrat el Jove. Segons Pausànias:
| « | Per quan lluitava per l'òliba salvatge amb l'últim competidor que restava, independentment qui fos, aquest l'agafà primer, i va retenir Arraquió, abraçant-lo amb les cames i, al mateix temps, li estrenyí el coll amb les mans. Arraquió dislocà el dit del seu oponent, però morí d'ofec; però qui asfixià Arraquió es veié, al mateix temps, obligat a rendir-se a causa del dolor al dit del peu. Els èlides coronaren i proclamaren vencedor al cadàver d'Arraquió. | » |

L'exposició de Filòstrat el Jove és més llarg. A la seva obra Imatges, un recorregut imaginari per una galeria d'art, Filòstrat el Jove descriu una pintura sobre la mort d'Arriquió. En una traducció d'Arthur Fairbanks:
| « | D'acord amb l'antagonista d'Arraquió, després d'haver-lo atrapat pel mig, pensà matar-lo; ja havia posat l'avantbraç a la gola de l'altre per evitar la respiració, mentre, pressionant les cames als engonals i enfilant els peus a cada un dels genolls del seu adversari, evità la resistència d'Arraquió en ofegar-lo fins a la letargia de la mort i, així, induït començà a apoderar-se dels seus sentits. Però en el moment de relaxar la tensió de les cames, no pogué evitar la resistència d'Arraquió; com a darrer recurs picà amb la planta del peu dret (com a conseqüència de la qual el seu lateral dret estava atrotinat ja que el genoll penjava sense suport), i després amb l'engonal mantingué fort el seu adversari fins que ja no pogué resistir i, llançant el pes cap a l'esquerra mentre tancà el peu d'aquest últim dins del seu genoll, amb aquesta forta empenta exterior tragué el turmell de la seva presa. | » |

Filòstrat d'Atenes escrigué a la seva obra Gymnasticus que el fracàs d'Arriquió per tombar al seu oponent fou culpa del seu entrenador, Eryxias, cridant-li: «Quin noble epitafi, "Mai va ser derrotat a Olímpia"».
A Figàlia s'instal·là una estàtua en honor de la victòria d'Arraquió; de la qual es creu que és la mateixa que contemporàniament es mostra al museu d'Olímpia. De les que estan datades, és una de les estàtues de victòria olímpica més antigues que es conserven.

## A la cultura
La gesta atlètica fou el tema del poema, "Arrichion", de Jeanette Threlfall, en la que el poeta lamenta el fet que el prancratista visqué i morí abans que Sant Pau apòstol portés el cristianisme a Grècia.